# Теория театра Н. Н. Евреинова
Теория театра Н. Н. Евреинова — это теория театральности Николая Николаевича Евреинова, центром которой является театр, распространяющийся на все сферы жизни человека. Он рассматривал театр, роль которого заключается в имитации природы, как всеобщий символ существования. Свои «теории» Евреинов изложил в эмоциональной и образной форме в различных сочинениях и статьях, таких как, например: «Введение в монодраму» (1909), «Театр как таковой» (1912), «Театр для себя» (1915), «Об отрицании театра. Полемика сердца» (1916). 

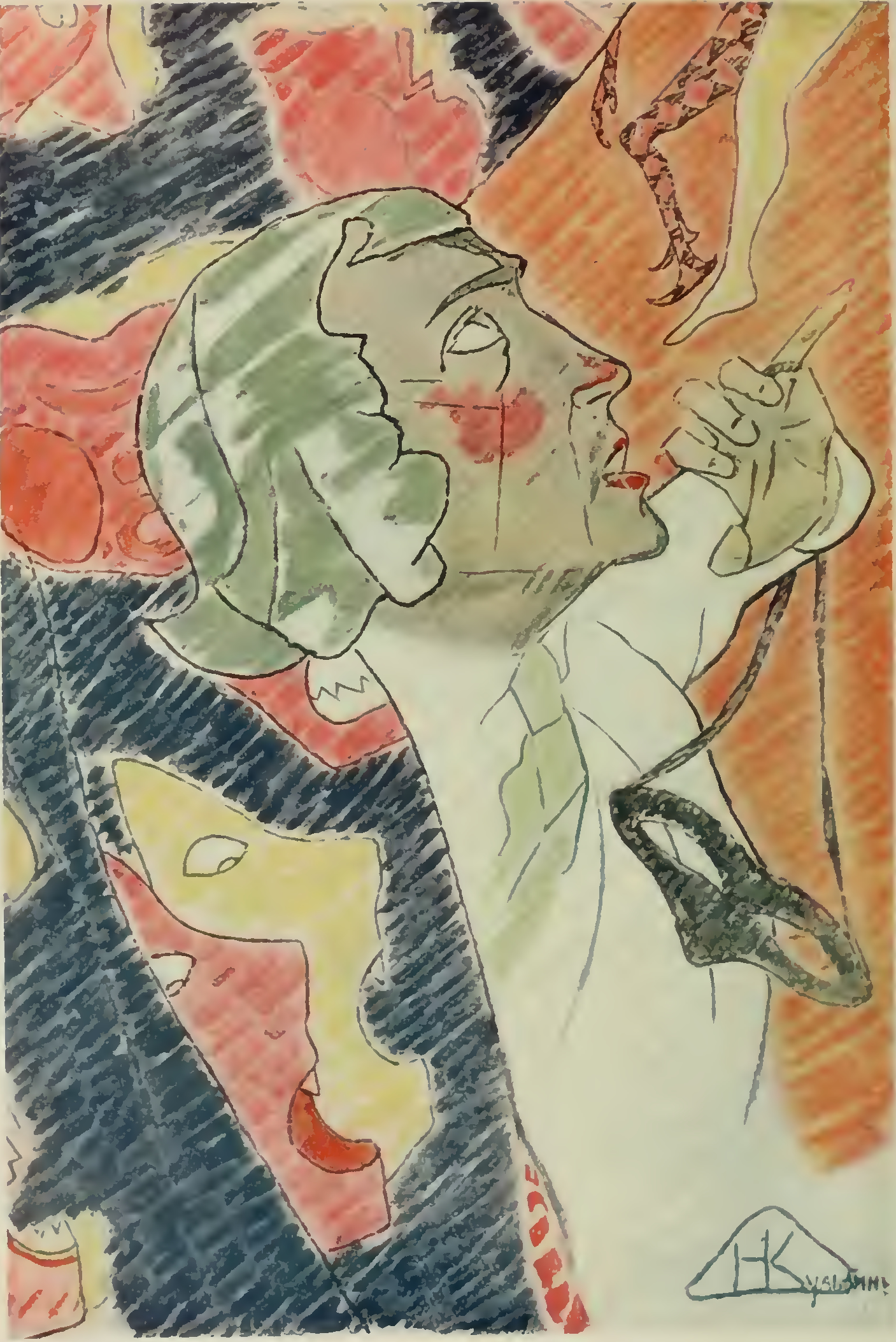
«Портрет Н. Н. Евреинова», Н. И. Кульбин

## Основные принципы теории

### Понятие «театр»
Театр Николая Евреинова далек от театра в общечеловеческом понимании этого слова. Это не культурный институт или здание, не способ развлечения или литература драматургов, а художественное преображение действительности, схожее с детской игрой. Ребенок сам придумывает себе игру, воображая из окружающих людей и предметов все, что ему придет на ум. Именно этим фактом Евреинов доказывает, что «в человеке самою Природой заложена некая воля к театру». Евреинов убежден, что театральный инстинкт более примитивен и поэтому предшествует «эстетическому импульсу».
В театре Евреинова самое главное – иллюзия, которая в первую очередь должна быть создана игрой актеров, а не декорациями. Постановки Художественного театра он описывает как «ультранатуралистические», так как натуральность, которую создают режиссеры, делая из сцены квартиру или дом, лишенный четвертой стены, не дают зрителю свободы для создания собственной иллюзии. Реализовать идеальное и недосягаемое в жизни, не уходя при этом в обыденность – формула успеха театра Н.Н. Евреинова.

### Идея «театрализации жизни»
По теории Николая Евреинова, целью театра является не привычная формула «учить и угождать», а скорее создать театр жизни, который стоило бы жить в полной мере. Театрализация жизни - это философия, которая объясняет природу человека, его нутро и то, на чем основывается мироустройство. Концепция театрализации - создание своего театра, в котором можно не быть самим собой, надев маску. Человеку свойственно преобразовывать свою жизнь, театрализовывать: 

Из рождения ребенка, из его обучения, из охоты, свадьбы, войны, из суда и наказания, из религиозного обряда, наконец, из похорон, — почти изо всего первобытный человек, так же как и человек позднейшей культуры, устраивает представление чисто театрального характера.
— Н.Н. Евреинов «Театр для себя»
Присущий каждому человеку «инстинкт преображения», противопоставления себя окружающим и природе, порождает желание быть другим. Таким образом, индейцы Ориноко, к примеру, татуируют себя дорогостоящими пигментами, чтобы суметь стать «другим человеком». Татуировки, вырывание волос, пирсинг кожи, хрящей и зубов для того, чтобы вставить перья или кольца — всё это «дикие народы Африки и Америки» проделывали под эгидой инстинкта театральности задолго до появления промышленности и совершенствования орудий.

### Монодрама
Монодрама — постановочный метод и драматургический принцип. В его основе лежит убеждение Евреинова в том, пьеса может быть воспринята только в том случае, если зритель почувствует себя участником того, что происходит в этот момент на сцене. То есть превращение театрального зрелища в драму обусловливает переживание, вызывающее в зрителе эмпатию, которая, в свою очередь, обращает чужую человеку драму в «его собственную». Монодрама должна заставить зрителя зажить жизнью актёра, пытаться мыслить и чувствовать как он: «обратить зрителя в иллюзорно действующего и есть главная задача монодрамы». Идеал монодрамы состоит в полном равенстве актёра на сцене и зрителя в зале, когда степень их переживаний уравнивается, когда зритель более не воспринимает происходящее как нечто постороннее. Театр для этого должен создать не преобразованную, а иную действительность, которая близка по духу человеческой природе.

## Критика
Современники Евреинова считали его теорию развитием философии жизни через философию театра. Е. А. Зноско-Боровский в 1925 году справедливо отмечал, что Евреинов «строит целую философскую систему». Б. В. Казанский, исследователь теории Евреинова, писал об универсальности его принципов: «Театральность становится первоосновой и первым двигателем бытия, верховной и универсальной презумпцией культуры личности».
Многие современные исследователи творчества Н. Н. Евреинова отмечают, что несмотря на то, что его теория до сих пор имеет большое влияние на искусство, в широких кругах Евреинов остается незамеченным. Часто это объясняется сложностью анализа философских сочинений Евреинова: «исследователь сталкивается с такими проблемами, как невнятность, нечеткость определений, излишняя эмоциональность в оценках, фрагментарность, эклектичность» .